# Тремедзина
Тремедзѝна (на италиански: Tremezzina; на ломбардски: Tremezena, Тремедзена) е община в Северна Италия, провинция Комо, регион Ломбардия. Административен център на общината е градче Медзегра (Mezzegra), което е разположено е на 209 m надморска височина, на западния бряг на езеро Лаго ди Комо. Населението на общината е 5136 души (към 2017 г.).
Общината е създадена в 4 февруари 2014 г. Тя се състои от четирите предшествуващи общини Лено, Медзегра, Осучо и Тремедзо, които сега са най-важните центрове на общината.
В 28 април 1945 г. в село Джулино е убит италианският диктатор Бенито Мусолини.